# Stade Argelio-Sabillon
 (mars 2025).
Le stade Argelio-Sabillon est un stade de football situé à Santa Bárbara au Honduras.